# Bromelia macedoi
Espèce
Bromelia macedoi est une espèce de plantes à fleurs de la famille des Bromeliaceae. C'est une plante tropicale endémique du Brésil.

## Distribution
L'espèce est endémique de la serra dos Pireneus dans l'État de Goiás au Brésil.

## Description
L'espèce est hémicryptophyte.